# Shane Dawson
Shane Dawson, pseudonimo di Shane Lee Yaw (Long Beach, 19 luglio 1988), è un attore, comico e youtuber statunitense.
Ha guadagnato popolarità mediante i suoi video caricati su YouTube. Ad ottobre 2014 apre il suo primo canale su YouTube, in cui sono presenti video comici, imitazioni e parodie di video musicali, contava più di 6.000.000 iscritti, ed era il sessantatreesimo canale in assoluto per numero di iscritti. Nel 2010 la rivista statunitense Forbes l'ha nominato la venticinquesima persona più famosa fra le celebrità di internet. Attualmente, il suo canale principale conta 19 milioni di iscritti, mentre quello secondario ("Shane Dawson TV") ne conta oltre 7 milioni, per un totale di oltre 26 milioni di iscritti.

## Biografia
Dawson nasce a Long Beach, in California, dove frequenta la Lakewood High School. Da ragazzo, nella famiglia di misere condizioni cresce sovrappeso e vittima di bullismo. Dopo aver perso più di 68 chilogrammi, acquista interesse nel girare video al liceo, durante un progetto scolastico. Ha discendenze svedesi, olandesi, gallesi e inglesi.

## Carriera

### Canali su YouTube
Il 10 marzo 2008 Dawson crea il nuovo canale ShaneDawsonTV. Il primo video pubblicato è "Hodini's Street Magic", ma il più rilevante è "Fred is Dead!", pubblicato a settembre che frutta più di 23 milioni di visualizzazioni lo stesso mese. Sul canale, ora rinominato come Shane Dawson TV, sono caricati regolarmente dei video, al contrario del secondo, ShaneDawsonTV2, in disuso dal 2013. Sul terzo canale, shane, vengono pubblicati periodicamente video blog, spesso ripresi direttamente con un iPhone.

### Televisione e musica
L'11 agosto 2010 annuncia la partecipazione all'episodio pilota della serie televisiva SD High. Il 16 maggio 2012 rivela le trattative circa la produzione di un lungometraggio comico-horror. Nel 2013 firma l'accordo con la rete televisiva NBC per la realizzazione del progetto Losin' It, uno show incentrato sulla routine dei clienti di un centro di perdita peso.
Nel marzo dello stesso anno esce il suo singolo di debutto Superluv! su iTunes ottenendo la 87ª posizione nella classifica irlandese, 16ª su Official Independent Chart e 163ª su Official Singles Chart. Negli anni diversi singoli sono pubblicati su iTunes, nonché parodie accompagnate da un video sul suo canale YouTube.

### Cinema e controversie
Nell'ottobre 2012 esce nelle sale cinematografiche il film Smiley che vede la partecipazione di Dawson.
Il 4 aprile 2014 Dawson annuncia di essere regista e attore della commedia Not Cool, con un budget di circa un milione e pubblicato nel settembre dello stesso anno. Il film faceva parte di una competizione online indetta dalla serie televisiva The Chair della Starz, ritrovandosi in finale contro Holidaysburg di Anna Martemucci. Sebbene il produttore di The Chair, Zachary Quinto, disprezzasse il lavoro di Dawson, infine il premio di 250.000 dollari viene vinto da Not Cool.
Dopo la pubblicazione nel dicembre 2014 del video parodia di Blank Space di Taylor Swift, l'etichetta discografica di quest'ultima, la Big Machine Records e la Sony, lo fanno rimuovere per "infrazione del copyright". Dopo che Dawson si sia rivolto alle autorità legali, la Campbell v. Acuff-Rose Music, Inc. lo dichiara come fair use e il video ritorna sul canale il febbraio 2015.
Nel 2015 esce il suo memoir intitolato I Hate Myselfie: A Collection of Essays pubblicato da Atria Books/Keywords Press.

### Documentari
Dal 2017 collabora con il cameraman e editor Andrew Siwicki che lo affianca nelle riprese e nel montaggio di mini documentari a partire da Giugno 2018, con il video "The Truth About Tanacon" seguito da una serie incentrata sulla vita e sul passato del famoso Jeffree Star (la serie conta più di 120 milioni di visualizzazioni). Dawson e Siwicki continuano a indirizzare il proprio lavoro su star americane, come Jack Paul, sul quale costruiscono un ulteriore documentario che ha fatto sì che i due entrassero in tendenza negli Stati Uniti accumulando ancora una volta milioni di visualizzazioni.
Nel Gennaio 2019 Dawson annuncia l'uscita di una serie intitolata "Conspiracy Theories with Shane Dawson" divisa in due episodi che contano più di 60 milioni di visualizzazioni in totale. 
A Marzo 2019 annuncia che girerà insieme al collaboratore Siwicki un ulteriore documentario con Jeffree Star, questa volta seguirà il processo di creazione di una linea di make-up che li vede collaborare.

## Vita privata
Nel luglio 2015, Dawson ha dichiarato pubblicamente la sua bisessualità con un video pubblicato sul suo canale YouTube rompendo con la ragazza Lisa Schwartz, rimanendo comunque in ottimi rapporti. Attualmente convive con il fidanzato Ryland Adams a Hollywood, California, col quale ha adottato due cani di nome Uno e Honey, e un gatto di nome Cheeto. Il 19 marzo 2019, in occasione del loro terzo anniversario, Dawson annuncia il fidanzamento ufficiale con Ryland Adams.
Nel dicembre 2023, Dawson e Adams hanno annunciato di essere diventati genitori di due gemelli; Jet Parker Adams-Yaw e Max Chandler Adams-Yaw.

## Filmografia

### Regista
- Friends 4 Ever – cortometraggio (2001)
- How Shananany Stole Christmas – cortometraggio (2011)
- Not Cool, regia di Shane Dawson (2014)
- I Hate Myselfie – cortometraggio (2015)
- I Hate Myselfie 2 – cortometraggio (2015)

### Attore
- Smiley, regia di Michael J. Gallagher (2013)
- Not Cool, regia di Shane Dawson (2014)
- Smosh: The Movie, regia di Alex Winter (2015) – cameo
- Internet Famous, regia di Michael J. Gallagher (2016)

## Discografia parziale

### Singoli
- 2011 – Hey, Suup!?
- 2012 – Superluv!
- 2012 – The Vacation Song
- 2013 – F**k Up
- 2014 – Blank Space Parody

## Riconoscimenti
- Teen Choice Awards
  - 2010 – Choice Web Star
  - 2011 – Candidatura per Choice Web Star

- Streamy Awards
  - 2010 – Miglior videoblogger